# Fluglagecomputer
Ein Fluglagecomputer (engl. flight control system, FLCS) ist ein Rechner zur schnellen Kontrolle bzw. Korrektur von Bewegungen eines Flugzeuges.
Die Fluglage wird bestimmt als Winkel der drei Achsen des Flugzeuges zum jeweiligen Referenzwinkel:
Anstellwinkel (engl. pitch angle): Der Winkel zwischen der Hochachse des Flugzeuges und dem Lot zum Erdmittelpunkt.
Rollwinkel (engl. bank angle): Der Winkel zwischen der Horizontalen und der Flugzeugquerachse.
Gierwinkel (engl. yaw angle): Der Winkel zwischen der tatsächlichen Bewegungsrichtung durch die Luft und der Flugzeuglängsachse. Dieser Winkel wird meist nicht durch den FLC geregelt, weil er sich aus der Flugzeuggeometrie und der Aerodynamik ergibt.
Ein Fluglagecomputer arbeitet als Regler, der einen der beiden ersten Winkel regelt, in dem er den Winkel auf dem Wert hält, den der Pilot einmal vorgegeben hat. Für zwei Achsen werden zwei Computer oder zwei Kanäle eines Computers benötigt.
Der FLC ist ausdrücklich kein Autopilot, denn er kann nicht auf Störungen reagieren. Beispiel: Bei einer gegebenen Motorleistung stellt sich bei konstanter Geschwindigkeit ein ganz bestimmter Anstellwinkel ein. Nun wird dem FLC vorgegeben, diesen Winkel zu halten und der Pilot greift nun nicht mehr ein. Zunächst bleibt alles so, wie der Pilot beabsichtigt hat. Allerdings verbrauchen die Motoren Brennstoff, das heißt, das Flugzeug wird leichter und dadurch schneller. Die Aerodynamik eines konventionellen Flugzeuges führt nun dazu, dass das Flugzeug die Nase nach oben nehmen will. Das lässt der FLC aber nicht zu und steuert über das Höhenruder gegen. Die Fluglage bleibt nun erhalten, aber durch den geringeren Abtrieb und dadurch geringeren Widerstand steigt die Geschwindigkeit weiter an und das Flugzeug will wieder die Nase hochnehmen. Der FLC steuert wieder gegen und da nur die Fluglage geregelt wird, kann das Flugzeug eine kritische Geschwindigkeit bis hin zur Zerstörung der Struktur erreichen.